# واسونهارا دیوی
واسونهارا دیوی (۱۹۱۷-۱۹۸۸) یک بازیگر اهل هند، رقاص بهاراتاناتیام و نوازنده کارناتیک بود. و ویجایانتیمالا بازیگر هندی تنها فرزند دختر او می باشد.

## فیلم شناسی
- (۱۹۴۱) ریشیاسرینگار
- (۱۹۴۳) مانگاما ساپاتام
- (۱۹۴۷) اودایانان واساواداتا
- (۱۹۴۹) ناتیا رانی
- (۱۹۵۹) پیغم
- (۱۹۶۰) پرده اهنین